# Il nido della tortora
Il nido della tortora (in ucraino Гніздо горлиці?, Hnizdo horlyci) è un film drammatico ucraino del 2016 diretto da Taras Tkachenko. Era uno dei tre film ucraini selezionati per l'Oscar al miglior film in lingua straniera, ma non è stato candidato.

## Trama
Daryna aveva una famiglia meravigliosa: un marito amato e una bella figlia. Alla perdita del lavoro del marito, i risparmi a disposizione non erano sufficienti. Pertanto, quando un conoscente le offrì di andare a lavorare nella soleggiata Italia, dopo averci pensato, acconsentì. Tempo dopo, Daryna torna nella sua nativa Bucovina. Tuttavia, non c'è gioia nei suoi occhi, e un piccolo cuore batte sotto il suo...

## Cast
- Rimma Zyubina interpreta Daryna
- Vitaliy Linetskiy interpreta Dmytro
- Mauro Cipriani interpreta Alessandro
- Lina Bernardi interpreta Vittoria

## Riconoscimenti
| Premio / Festival                            | Data           | Categoria                                         | Destinatario    | Risultato       |
| -------------------------------------------- | -------------- | ------------------------------------------------- | --------------- | --------------- |
| Festival Internazionale del Cinema di Odessa | 23 luglio 2016 | Grand Prix Golden Duke                            | Taras Tkachenko | Candidato/a     |
| Festival Internazionale del Cinema di Odessa | 23 luglio 2016 | Golden Duke per il miglior lungometraggio ucraino | Taras Tkachenko | Vincitore/trice |